# The Metal Opera Part II
The Metal Opera Part II je druhé studiové album rockové opery Avantasia. Album vyšlo 29. října 2002. Příběh navazuje na první album The Metal Opera.

## Seznam skladeb
1. The Seven Angels
2. No Return
3. The Looking Glass
4. In Quest For
5. The Final Sacrifice
6. Neverland
7. Anywhere
8. Chalice of Agony
9. Memory
10. Into the Unknown

## Příběh
Gabriel, po tom, co stráví v Avantasii a jejím hlavním městě Sesidhbaně nějaký čas, si uvědomí, jak důležité vlastně bylo jeho poslání a o co všechno doopravdy šlo. [The Seven Angels] O Avantasii se chce proto dozvědět víc. [No Return] Elf Elderane ho posílá ke Stromu Poznání a varuje ho, že mu strom může poskytnout odpovědi, které mu pomohou, a nebo ještě více zmatou. [The Looking Glass] Někdy se totiž musíte ponořit do bouřlivé vody, abyste se vynořili očištění. [In Quest For] U Stromu Poznání se Gabriela zmocňuje vize, ve které vidí bratra Jakoba v moři plamenů trpět. [The Final Sacrafice] Gabriel se rozhodne zachránit Jakobovu duši, i přesto, jak moc touží zachránit svou sestru Annu. [Anywhere]
Mezitím světem Avantasie bloudí tři kněží, hledají zloděje pečeti a zároveň se ptají boha, zdali je toto boží trest za jejich selhání. Nevidí totiž nic špatného na tom, aby někteří lidé věděli více než ostatní. [Neverland]
Zpátky v Sesidhbaně Elderan Gabrielovi vypráví o Kalichu, který se nachází v katakombách pod městem Řím. V kalichu jsou uvězněny mučené duše a je střežen bestií. Gabriel se ale nedá odradit a spolu s trpaslíkem Regrinem se vydává zpět do materiálního světa. Najdou kalich a obrátí ho dnem nahoru, tak, aby mohly trápené duše uniknout. Jejich počínání ale probudí bestii, která na ně zaútočí. Útok si vyžádá trpaslíkův život, Gabriel stačí příšeře uniknout. [Chalice Of Agony]
Ještě téhož večera se Gabriel vrátí zpátky do normálního světa za Vandroiyem, který už na něho čekal. Vandroiy své slovo dodrží a v noci vnikne do vězení, aby osvobodil Annu. V žaláři potkává "očištěného" Bratra Jakoba, který se pokouší o to samé – osvobodit zajatce. Oba jsou odhaleni. Falk von Kronberg je upozorněn o vniknutí do vězení a aby mohl oba zatknout, strhne se boj ve kterém Vandroiye skoro zabije von Kronberg, kterého následně Jakob umlátí k smrti. [Memory]
Anně se podaří uniknout, a ta se spolu s Gabrielem vydá na cestu do neznáma. [Into The Uknown]

## Obsazení
- Tobias Sammet – zpěv, klávesy
- Henjo Richter – kytara
- Markus Großkopf – baskytara
- Alex Holzwarth – bicí

### Hosté

#### Hudebníci
- Jens Ludwig – kytara
- Norman Meiritz – kytara
- Timo Tolkki – kytara
- Eric Singer – bicí
- Frank Tischer – klávesy

#### Zpěváci
- Tobias Sammet
- Michael Kiske
- David DeFeis
- Ralf Zdiarstek
- Sharon den Adel
- Rob Rock
- Oliver Hartmann
- Andre Matos
- Kai Hansen
- Timo Tolkki
- Bob Catley